# 魔法戦姫エンジェル☆ナナ
『魔法戦姫エンジェル☆ナナ』（マジカルアームズエンジェルナナ）は、2007年10月5日にセルワークスのブランド・TRUST（トラスト）より発売されたアダルトゲーム。

## あらすじ
生まれ持った才能によって奇跡を実行できる「魔術」と、複雑な術式さえマスターできれば誰でも非現実的な現象を起こせる「呪術」の存在する世界。
その世界の、ある学園に魔術師二人とその指導役で構成される、三人の少女が彼女達は、その学園の生徒である呪術師・藤井修輔を無力化するべく転校してきた。
彼女達をそのまま倒したとしても、バックにつく魔術組織が彼を追うことをやめないと悟った修輔は、逆に彼女たちを性奴隷にするまで犯して偽りの報告をさせることにした。

## 登場人物
藤井 修輔（ふじい しゅうすけ）
主人公である呪術士。
佐山 ナナ（さやま なな）
声 - 白井うさぎ
学園に転入してきた若き魔術師。あるとき魔術の才能に目覚めるも、逆にその事実を受け入れ、魔術で人助けをすすめていきたいと考えている。
穏やかな性格だが、頑固な一面もある。BADENDでは全魔力を失い、二度と子供が出来ない身体にされる。
小早川 サラ（こばやかわ さら）
声 - 青葉りんご
駆け出しの少女魔術師。ナナと同じく平凡な女の子だったが、 些細なことをきっかけにして魔術の才能に目覚めた、ナナの親友である魔術師。
束縛されることを何より嫌う自由奔放な性格のため、 組織に管理される魔術師という立場に馴染めないでいる。
BADENDでは妖魔の仔を何度も妊娠させられ精神が崩壊する。
玖堂 アヤメ（くどう あやめ）
声 - 広森なずな
ナナとサラの指南役である魔術師で、学園では三年生のクラスに在籍する。数多の修羅場を潜り抜けてきた対呪術士戦のエキスパート。
その卓越した魔術センスゆえ 『光牙の魔女』という二つ名を与えられているが、 自分の実力に自信がないため、非常に困惑している。
不器用な性格で感情を表に出すことが苦手。 異性に免疫がない。男性に襲われた過去がある為、男性が苦手。

## スタッフ
- 原画 - 葵渚
- シナリオ - なるみおかず
- 音楽 - CHRIS